# Стерьян, Соаре
Соаре Стерьян (рум. Soare Sterian; 1906 — 1970) — румынский регбист, стягивающий. Бронзовый призёр летних Олимпийских игр 1924 года.

## Биография
Михай Вардалэ родился в 1906 году.
Играл в регби за «Стадиул Ромын» из Бухареста на позиции стягивающего.
В 1924 году вошёл в состав сборной Румынии по регби на летних Олимпийских играх в Париже и завоевал бронзовую медаль. Играл на позиции стягивающего, провёл 2 матча, очков не набирал.
Матчи на Олимпиаде стали для Стерьяна единственными, которые он провёл в составе сборной Румынии.
Работал архитектором.
Умер в 1970 году.

## Память
6 июня 2012 года в составе сборной Румынии, завоевавшей бронзу летних Олимпийских игр 1924 года, введён в Зал славы регби.